# Милион (албум)
Милион је девети студијски албум српске певачице Маје Беровић. Издат је 13. јула 2023. године за XL Elit Invest.

## Списак песама
| №               | Назив           | Аутор(и)                                 | Продуцент(и)     | Трајање |  |
| 1.              | После тебе      | Ана Стаменковић                          | Дарко Димитров   | 2.45    |  |
| 2.              | До зоре         | Аљоша Митровић Ђорђе Јованић Ђорђе Тулаћ | Марко Глухаковић | 2.35    |  |
| 3.              | Харам           | Драган Брајовић                          | Димитров         | 3.10    |  |
| 4.              | Ожењен          | Емина Јаховић                            | Дејан Костић     | 2.48    |  |
| 5.              | Лав             | Стаменковић                              | Горан Радиновић  | 3.57    |  |
| 6.              | Хаварија        | Стаменковић Маша Ситарица                | Лоренц Алај      | 2.22    |  |
| 7.              | Подивљало море  | Пера Стокановић                          | Димитров         | 3.45    |  |
| 8.              | Милион          | Стаменковић                              |                  | 2.53    |  |
| 9.              | Крајност        | Дејан Костић                             | Костић           | 2.16    |  |
| 10.             | Недостајеш      | Јаховић                                  | Димитров         | 4.31    |  |
| Укупно трајање: | Укупно трајање: | Укупно трајање:                          | Укупно трајање:  | 31.48   |  |